# Colin McRae
Colin McRae, MBE, född 5 augusti 1968 i Lanark, South Lanarkshire, Skottland, död 15 september 2007 i närheten av sitt hem Jerviswood House utanför Lanark, var en brittisk (skotsk) rallyförare, son till Jimmy McRae.
McRae blev den yngste världsmästaren någonsin 1995 och slutade tvåa i mästerskapet 1996, 1997 och 2001. Han körde för bland andra Subaru, Ford, Citroën och Škoda. På grund av att FIA 2003 införde en ny regel som innebar att stallen inte får ha fler än två bilar fick McRae inte något nytt kontrakt med något av teamen. Under de sista två åren körde han Dakarrallyt med kartläsaren Tina Thörner från Sverige. Han var även känd för att ha gett namn åt en serie interaktiva rallyspel från spelutvecklaren Codemasters från 1998 och framåt. Det senaste spelet i serien var Dirt Rally 2.0 från år 2019.
En av Colins McRaes bröder, Alister McRae, kör också rally. Colin var gift med sin barndomskärlek Alison Hamilton. De hade två barn tillsammans: Hollie Jane och Johnny.
Den 15 september 2007 havererade hans helikopter i ett skogsområde i Jerviswood, nära hans bostad Jerviswood House på den sydskotska landsbygden vid staden Lanark, South Lanarkshire. Förutom McRae och hans femårige son Johnny omkom ytterligare en vuxen och ett barn, vänner till familjen McRae, i olyckan. McRaes agent bekräftade för tidningen The Sunday Times att McRae var den som flög helikoptern.

## Segrar i VM
| Nr | Rally          | År   |
| -- | -------------- | ---- |
| 1  | Nya Zeeland    | 1993 |
| 2  | Nya Zeeland    | 1994 |
| 3  | Storbritannien | 1994 |
| 4  | Nya Zeeland    | 1995 |
| 5  | Storbritannien | 1995 |
| 6  | Grekland       | 1996 |
| 7  | Italien        | 1996 |
| 8  | Spanien        | 1996 |
| 9  | Kenya          | 1997 |
| 10 | Frankrike      | 1997 |
| 11 | Italien        | 1997 |
| 12 | Australien     | 1997 |
| 13 | Storbritannien | 1997 |
| 14 | Portugal       | 1998 |
| 15 | Frankrike      | 1998 |
| 16 | Grekland       | 1998 |
| 17 | Kenya          | 1999 |
| 18 | Portugal       | 1999 |
| 19 | Spanien        | 2000 |
| 20 | Grekland       | 2000 |
| 21 | Cypern         | 2001 |
| 22 | Argentina      | 2001 |
| 23 | Grekland       | 2001 |
| 24 | Grekland       | 2002 |
| 25 | Kenya          | 2002 |

## Utmärkelser
- Segrave Trophy,  1995[4]
- Riddare av Brittiska imperieorden,  1996

[Redigera Wikidata]